# Clima de Andalucía

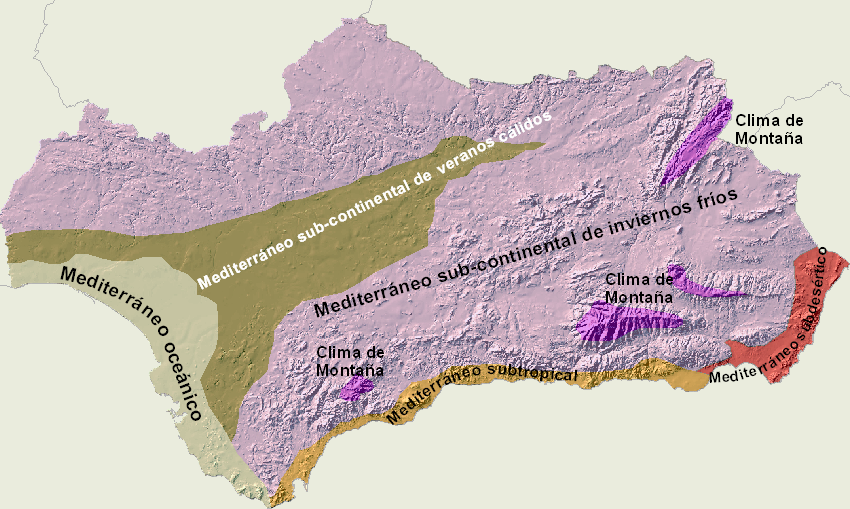
Mapa de los climas de Andalucía.

El clima de Andalucía,  como el de  la Península ibérica, queda incluido en la zona templada de la Tierra, aunque más cerca del trópico que del círculo polar.
Según la clasificación de Austin Miller, Andalucía estaría ubicada dentro de los climas templado-cálidos de las costas occidentales. De Martonne la clasificaría como dentro del clima mediterráneo. Köppen clasificaría al clima andaluz como clima Csa. Es decir, clima mediterráneo, con inviernos suaves, veranos calurosos y lluvias escasas, como en ciertos puntos de  Almería, donde las precipitaciones anuales más bajas oscilan entre 150 mm y 250 mm.

## El clima de Andalucía en el contexto mundial
El clima de Andalucía viene dado por su localización en la tierra, comprendida entre 36° N en su punto más meridional y 38°44′ N en el más septentrional, encontrándose por tanto en la zona templado cálida. Su situación entre la zona polar y la tropical le da unas peculiaridades a su clima.
Andalucía, en base al balance radiativo, se encuentra en la zona de transición entre los dominios polar y ecuatorial, situado en torno a la latitud 37°; por lo que su balance energético es prácticamente nulo. Este dato va a configurar uno de los rasgos característicos del clima andaluz, que es su transición entre dominios climáticos diferentes y por lo tanto zona de encuentro de masas de aire de origen diverso, formadas lejos de Andalucía.
De la misma forma, en cuanto a la circulación general atmosférica, Andalucía se encuentra situada en la zona límite de acción de las grandes anticiclones subtropicales y los grandes ciclones polares. Esto va a provocar dos estaciones muy bien diferenciadas en función del desplazamiento de los centros de acción en las estaciones de verano e invierno. De esta forma, en verano Andalucía estará bajo la acción de la estabilidad generada por los anticiclones subtropicales; y durante el invierno, el desplazamieanto de éstos hacia el sur, permitirá que los centros de acción polares lleguen hasta Andalucía generando un clima inestable.
Andalucía longitudinalmente se  encuentra entre los meridianos 3°50′ O y 0°34′ E, o lo que es lo mismo en la fachada occidental del continente europeo al mismo tiempo que de la cuenca mediterránea. Por lo tanto Andalucía queda abierta a la acción de los vientos húmedos e inestables del oeste. Esta ubicación le confiere al clima andaluz dos características fundamentales: una, que Andalucía estará bajo la acción de los grandes anticiclones subtropicales y dos, en consecuencia de esto, existirá una marcada diferencia entre el invierno húmedo y suave, y el verano seco y caluroso. La estabilidad estival de Andalucía, y en general de la zona occidental de las costas mediterráneas, es mucho más marcada que en el interior y que en las costas orientales.
En las costas orientales de los continentes; tomando como ejemplo el océano Atlántico y el anticiclón de las Azores, en torno al cual el aire gira en el sentido de las agujas del reloj; el aire penetra en el continente americano muy cálido, ya que su trayectoria es sur-norte y transcurre sobre las aguas cálidas de la corriente del Golfo. Todo esto general corrientes convectivas de aire que generan inestabilidad. Todo este fenómeno se ve aumentado por la disposición del relieve en barrera hacia la trayectoria de las masas de aire, ayudando a su ascenso y por lo tanto aumentando su inestabilidad.
En Andalucía, situada en la costa occidental europea, la masas de aire que penetran son más frías por su procedencia septentrional y su trayectoria por la corriente fría de las Canarias. Además el aire proviene mayoritariamente del continente africano y su humedad es muy escasa (son típicas las tormentas de arena). Todo esto contribuye a acentuar el carácter estable del clima mediterráneo en Andalucía, haciendo que las sequías estivales sean comunes.

## Factores condicionantes del clima de Andalucía
Si Andalucía no tuviera las complejidades morfológicas que tiene, y no estuviera bañada por dos mares, su clima mediterráneo podríamos decir que sería típico y que se extendería con pequeñas modificaciones en toda Andalucía. Pero estos factores, generan una gran complejidad climática en Andalucía. Las montañas suponen una variación altimétrica, barreras frente a vientos, cambios de orientación respecto a tipos de tiempo y masas de aire, etc. Además cabe destacar otros factores de orden termodinámico, ligados a la situación relativa de Andalcuía frente a la circulación atmosférica.
Esto hace que en Andalucía nos encontremos con gran diversidad de climas: clima mediterráneo de tipo subtropical, de tundra, de clara influencia oceánica, climas influenciados por el mar Mediterráneo, etc. Cada tipo de tiempo en Andalucía tiene efectos distintos de unas partes a otras de la región. Comenzaremos aludiendo a los factores de orden geográfico dado que su influencia llega incluso a plasmarse en las características termodinámicas:
Además de la panorámica general presentada en el epígrafe anterior, que podría ser atribuible a cualquier espacio ubicado en la cuenca mediterránea, Andalucía presenta rasgos climáticos peculiares que se derivan de la intervención en ella de factores específicos y propios. Entre tales factores merecen destacarse, por un lado, los de carácter termodinámico, ligados al modo de actuación de la circulación atmosférica en el ámbito concreto de la región y, por otro lado, los factores de orden geográfico, entre los cuales el relieve juega el papel primordial, aunque tampoco es desdeñable la acción de la naturaleza de la superficie, en la cual la alternancia de mares y continentes y el propio contraste térmico entre el Atlántico y el Mediterráneo constituyen las piezas clave. 
1. Los factores de orden geográfico
2. Los factores de orden termodinámico

### Factores de orden geográfico

#### Factor situación

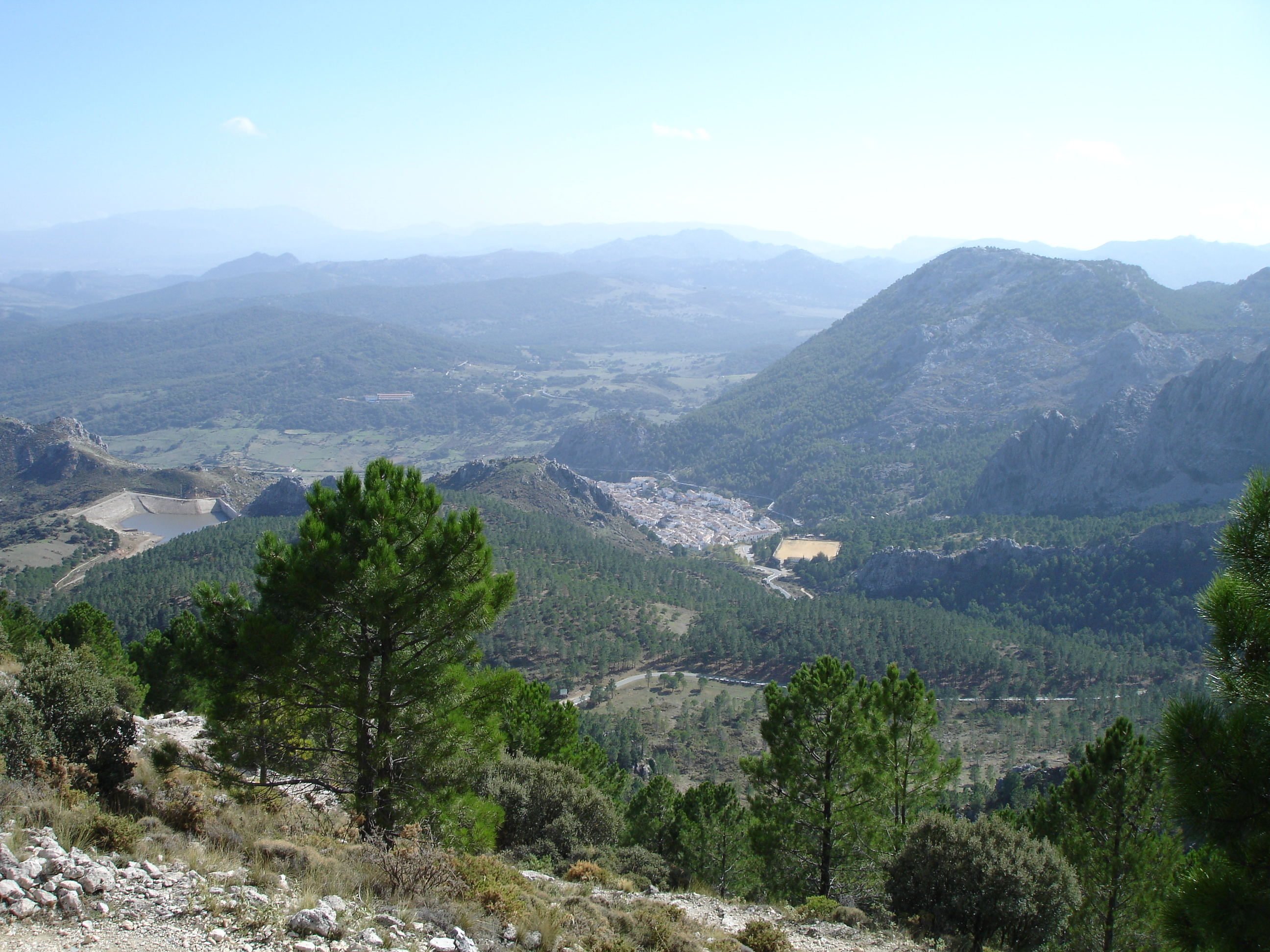
Grazalema es uno de los lugares más lluviosos de España debido al Efecto Föhn.

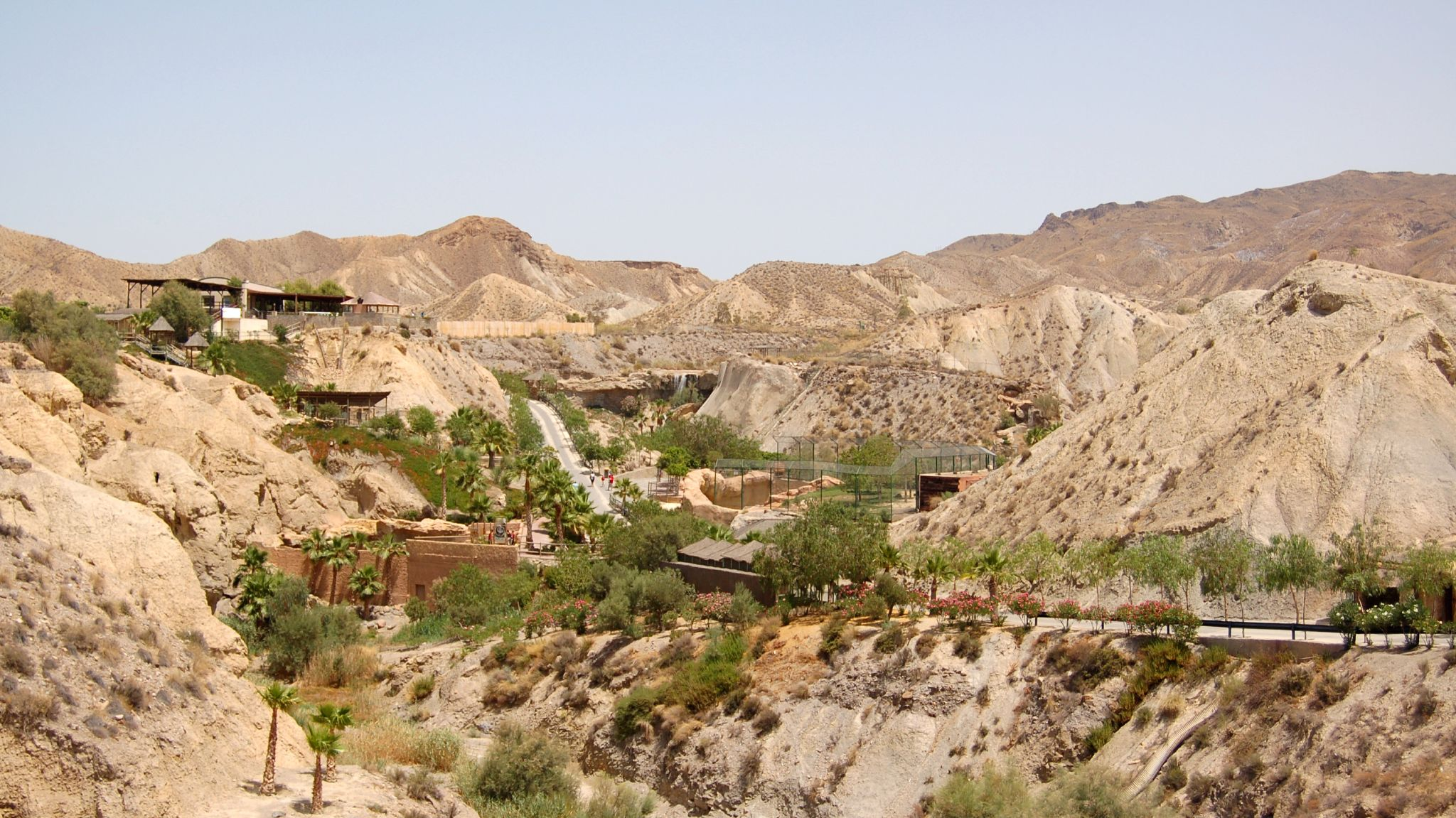
Desierto de Tabernas, el lugar más árido de Andalucía y uno de los más secos de Europa.

En latitud, Andalucía se ubica en la franja templado-cálida de la Tierra próxima a los grandes desiertos tropicales (como el del Sáhara). Es un clima de fachada occidental del tipo Csa.
En todos los climas andaluces su rasgo más característico es la mediterraneidad, la sequía estival. Así, todos los climas de Andalucía son mediterráneos, a pesar de las diferencias entre Grazalema y el desierto almeriense de Tabernas. Por tanto, el rasgo más característico de los climas andaluces es su sequía estival, con varios meses secos, desde 3 o 4 hasta 8 o 10 meses, en cualquier punto de la Geografía andaluza.
La escasez de las precipitaciones está también bastante extendida en Andalucía, pero no es un rasgo absoluto total. La mayoría del territorio andaluz presenta precipitaciones por debajo de los 800 mm. Pero existen excepciones tales como las de la sierras de Grazalema y Ubrique, lugares más lluviosos de España. Sierra Nevada, la Sierra de Segura y Cazorla también presentan precipitaciones por encima de los 800 mm.

#### Factor relieve
La complejidad morfológica genera grandes diferencias de altura, desde los 0 hasta los 3500 m s. n. m., por lo que sea un factor importante de diversificación climática. El relieve influye desde 4 puntos de vista:

##### Altitud
Grandes diferencias altitudinales. Las temperaturas disminuyen con la altura. Así, aparecen desde climas subtropicales a climas de tundra.
La altitud influye sobre las precipitaciones. Se incrementan las precipitaciones en las zonas montañosas, generando islotes más o menos amplios de precipitaciones.
La altitud genera cambios en el tipo de precipitación. La nieve es un elemento climático importante. Así por ejemplo, un factor a tener en cuenta es la permanencia de la nieve en el suelo. La nieve como favorecedora de ciertas actividades y como limitadora de otras.

##### Disposición del relieve
Las grandes cadenas montañosas andaluzas presentan una disposición favorable climáticamente. Los conjuntos montañosos de Andalucía se abren hacia el Oeste por donde penetran masas húmedas y el frente polar, favoreciendo la penetración de vientos húmedos.

##### Papel de barrera
La oposición barlovento-sotavento produce contrastes en las vertientes montañosas según miren a vientos predominantes o les den la espalda, generando contrastes climáticos entre barlovento y sotavento.
- Barrera frente a los vientos húmedos (disimetría pluviométrica).
- Barrera frente a los vientos fríos (generando mecanismos tipo Föehn y de abrigo en las regiones que se encuentran entre montañas.

Los vientos del oeste, noroeste y del norte afectan a las fachadas norte y oeste de los conjuntos montañosos. La fachada norte de las Béticas está más expuesta a los vientos fríos. 
Las partes sur y sudeste son las zonas de sotavento con respecto a estos tipos de tiempo predominantes, y aquí ni los vientos del norte generan olas de frío muy intensas, ya que estos vientos se recalientan por el mecanismo Föehn. En las zonas del Sur y Sureste el viento sopla del Mediterráneo, actuando esta vez como fachada de barlovento y generando gran inestabilidad (al unirse un fuerte grado higrométrico, montañas abruptas, lluvias de carácter torrencial y violentas, son las gotas frías que generan lluvias catastróficas).

##### Contraste entre solana/umbría
En la vertiente norte los días son más cortos y los rayos solares inciden más inclinados. En la vertiente sur, existen más horas de sol, se corrige la inclinación de los rayos solares generando temperaturas más altas.
Todo este tipo de factores se unen dando lugar a mayor variedad de contrastes. Así tenemos, por ejemplo, la unión de solana y sotavento en las costas de Almería.

##### Existencia de dos mares distintos
El océano Atlántico y el mar Mediterráneo se ponen en comunicación en el extremo más meridional de Andalucía. Pero la comunicación es lo suficientemente pequeña como para que ambas masas de aire mantengan su independencia.
- Océano Atlántico

Es un mar abierto influido por los océanos glaciares. Como toda masa de agua presenta unas características que van a tener repercusión en el clima, como es la capacidad calorífica del agua del mar, que hace que el agua del mar presente una gran estabilidad térmica. Así, en invierno, el océano es una masa cálida, y en verano al ser una masa fría suaviza las temperaturas del verano.
Los vientos del oeste tanto en invierno como en verano suavizan las temperaturas. Esto se irá atenuando conforme nos alejamos del mar, especialmente el factor suavizador del verano. Los vientos templados del invierno se acentúan por el mecanismo foëhn. El factor suavizador del verano desparece cuando cruza las montañas.
El efecto humificador del mar es el factor principal que origina humedad y precipitaciones en Andalucía, atenuado por una corriente fría, que aquí es la corriente fría de Canarias, la cual, presenta un carácter restrictivo con respecto a las precipitaciones. Las precipitaciones se producen en el mar. Ni siquiera en las áreas oceánicas de Andalucía las precipitaciones serán abundantes, ya que el efecto de corriente fría es mayor en verano que en invierno por:
1. Andalucía está más caliente, lo que hace disminuir las precipitaciones.
2. Andalucía está dominada por el Anticiclón de las Azores.

- Mar Mediterráneo

Es un mar cerrado que se extiende en el sentido de los paralelos. Este mar se encuentra en una zona bastante cálida de la Tierra. Es un mar de aguas muy cálidas. Así, en verano, el papel suavizador del mar es menor. El clima de la costa mediterránea andaluza presenta inviernos muy suaves y veranos muy calurosos. El que los vientos predominantes sean del Oeste hacen que el Mediterráneo no sea una fuente de humedad importante en Andalucía. Cuando circunstancialmente los vientos soplan del Este, el Mediterráneo es una fuente de agua para Andalucía, al unirse grado higrométrico elevado del mar, altas temperaturas y montañas abruptas.

### Factores de orden termodinámico
Entre los factores de orden termodinámico, ligados a la circulación atmosférica, el más destacable es la posición de Andalucía en la zona meridional con respecto al flujo circumpolar del oeste. De esta forma Andalucía se ve afectada por este tipo de tiempo inestable en situaciones puntuales.
Debido a esto, existe una distinción muy clara entre los tipos de circulación que se establecen durante el verano de los que caracterizan a las restantes estaciones. En el primer caso el desplazamiento hacia el hemisferio Norte de todos los centros que componen la circulación general atmosférica determina que en nuestro ámbito se localice de manera permanente bajo la acción de las altas presiones del anticiclón de las Azores. 
En invierno los anillos de la circulación atmosférica se desplazan hacia el sur y la corriente en chorro o jet stream puede alcanzar las latitudes donde se encuentra Andalcuía. En estos casos las situaciones de estabilidad e inestabilidad se suceden alternativamente. Además la geografía andaluza queda abierta a la penetración de masas de aire no solo tropicales sino también polares e incluso árticas, ya con poca potencia.
Debido a la importancia de estas masas de aire en las distintas estaciones es necesario recrear los escenarios que generan un tipo de tiempo u otro en Andalucía. Para ello primero se va a describir las distintas masas de aire y luego los diversos tipos de tiempo existentes.

## Centros de acción atmosférica, masas de aire y frentes que actúan en Andalucía
Anticiclones y ciclones se rigen por las leyes de Coriolis y Buys-Ballot. Las partes de la atmósfera, el gradiente térmico, las condiciones de estabilidad e inestabilidad atmosférica son los centros fundamentales de la climatología moderna. Cuando surge la meteorología dinámica, el tiempo se puede predecir si se tiene información suficiente.
Los frentes, son consecuencia del choque de masas de aire distintas, frentes fríos y cálidos, borrascas ligadas a depresiones,.... 
Todos estos mecanismos de superficie están dirigidos y condicionados por lo que ocurre en las capas altas de la troposfera, en la tropopausa. Esto genera centros de acción atmosférica, masas de aire y frentes.
Los tipos de tiempo vienen definidos no solo por la situación atmosférica de superficie, sino también por la situación atmosférica en altura. Es la situación en altura la que suele marcar la dinámica del tiempo.
Andalucía y España se encuentran situadas en la zona templada de la Tierra, que es la zona más afectada por centros de acción atmosféricos, masas de aire y frentes.
Las zonas cálidas reciben centros de acción muy concretos y masas de aire también muy concretas. Al contrario, la zona templada recibe influencias de las zonas cálida y fría, generando tipos de tiempo más contrastados. La zona templada de la Tierra es la única que aparece con claras diferencias estacionales. Esto hace que Andalucía, situada en la zona templada, se vea afectada por distintos centros de acción atmosférica, 8 o 9 grandes centros que ejercen su acción directa o indirecta sobre Andalucía.
Los grandes centros de acción atmosférica o son ciclones o anticiclones.

### Centros de acción atmosférico de tipo anticiclónico
Andalucía se puede encontrar afectada por cuatro grandes centros de acción de carácter anticiclónico:

#### Anticiclón de las Azores

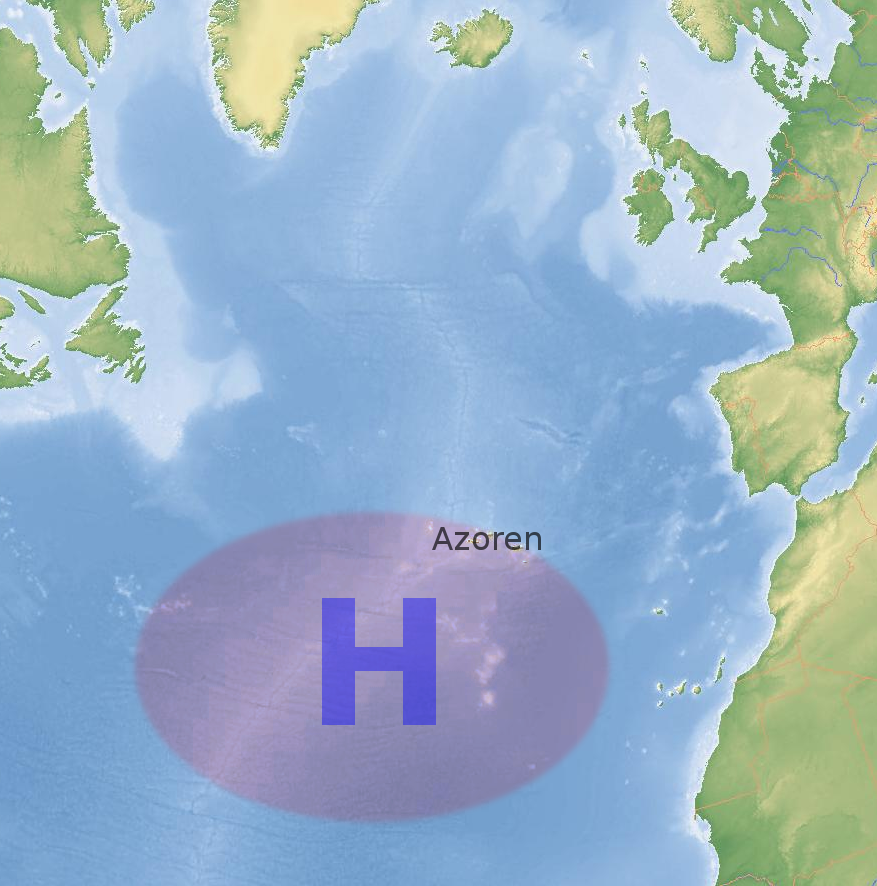
Localización media del anticiclón de las Azores.

Forma parte de las células anticiclónicas subtropicales en el Atlántico Norte. Es un anticiclón dinámico, y de gran potencia, producido por el movimiento descendente del aire ecuatorial en su desplazamiento a latitudes mayores. Un movimiento de subsidencia que hace que toda la columna de la cédula, desde la tropopausa hasta la superficie terrestre presente presiones por encima de lo normal. Es un movimiento de subsidencia dinámica alimentada por esa penetración de aire ecuatorial y fortalecido por unas condiciones térmicas. La zona de recorrido del anticiclón de las Azores coincide con la de la corriente fría de Canarias, esta última, enfriando el aire en su base aumentando el carácter anticiclónico de éste.
El anticiclón de las Azores sufre desplazamientos hacia el norte o el sur siguiendo el movimiento aparente de las estaciones. Desde los 30 a los 3° N. En el invierno se encuentra más al sur, mientras que en verano se encuentra en los 40°
El anticiclón de las Azores realiza una influencia directa o indirecta sobre nuestra región que prácticamente se produce en cualquier época del año, pero sobre todo en verano, desplazándose hacia el norte con un desarrollo importante, quedando toda la península ibérica por este anticiclón, y generando unos tipos de tiempo característicos. Las altas presiones generan una gran estabilidad, con un aire bastante seco y también bastante cálido. Con la presencia del anticiclón de las Azores aparece la sequía estival.
Este anticiclón se desplaza hacia el sur, sobre todo en invierno y algo también en otoño y en primavera, quedando a una latitud que no llega a los 35°, 30° o menos. Andalucía no queda sometida en esta época a la acción directa de ese anticiclón. Algunos años ocurre que la presencia de éste anticiclón se extiende a todo el año, impidiendo la entrada de ciclones.
Cuando el anticiclón quede al sur, la península no queda afectada por él, pero puede ser afectada por vientos del oeste que provienen de este mismo anticiclón, vientos que pueden cargarse de humedad y perder condiciones de estabilidad cuando penetran en Andalucía.

#### Anticiclones polares atlánticos
Se sitúan sobre el Atlántico a mayor latitud que el Anticiclón tropical. Suelen ser permanentes, pero su presencia es mayor en el semestre frío de invierno, de noviembre a mayo. Prolongan hacia el norte las altas presiones de las Azores. El anticiclón polar atlántico y el de las Azores fusionados generan efectos de barrera con períodos muy secos. 
El anticiclón polar atlántico es de origen dinámico y su presencia está ligada a las descargas del fin de familia de los ciclones del frente polar. Su influencia es mucho menos directa y esporádica. Pero los efectos indirectos sobre Andalucía canalizando por su fachada occidental vientos y olas de frío sobre Andalucía.

#### Anticiclones continentales europeos
Son de origen térmico, producidos por el enfriamiento de Asia y de Europa en invierno. Presentan una anomalía térmica negativa, y son debidos a un enfriamiento del suelo, el cual enfría las capas bajas de la troposfera. Son anticiclones térmicos o laminares de poco desarrollo en altura, llegando hasta los 2.000 o 3.000 m s. n. m., pudiendo aparecer por encima una depresión, existiendo entonces una contradicción entre superficie y altura. Estos anticiclones no alcanzan directamente a Andalucía, pero sí envían a esta aire frío.

#### Anticiclón «el alta ibérico»
Se sitúa en la península fundamentalmente en invierno. Primeramente se pensaba que este anticiclón era de origen térmico ya que en invierno se enfriaba mucho el suelo, era un anticiclón continental similar a los europeos y asiáticos. Sin embargo, posteriormente esta hipótesis es rechazada, porque debería de ser de tipo laminar y los mapas del tiempo ponían de manifiesto que también se encontraba en altura. Por este motivo, hoy se considera que el «alta ibérico» se forma a partir de la penetración de anticiclones polares atlánticos o incluso del anticiclón de las Azores. También era fortalecido por el enfriamiento en su base. Por tanto, no es un anticiclón puramente térmico, sino que el anticiclón de las Azores o atlántico es fortalecido por unas condiciones térmicas.

### Centros de acción atmosférico de tipo ciclónico
Existen también cuatro fundamentales.

#### DepresióndeIslandia
Depresión bastante permanente que se sitúa en el Atlántico Norte, en la zona de paso de los ciclones del Frente Polar, resultado de la fricción entre aire polar y tropical. Destaca por su permanencia durante todo el año y es una depresión de tipo dinámico producida por esa fricción.
La depresión de Islandia frecuentemente se desplaza por Europa Occidental alcanzando en su borde la región andaluza. Su efecto es indirecto canalizando por su fachada occidental aire ártico o aire polar marítimo hacia las regiones más meridionales como la región andaluza. Es una vía de penetración de las perturbaciones del frente polar.

#### Depresión de lasAzores
Suele ocupar en determinados momentos la posición del anticiclón de las Azores. Su origen es dinámico y está ligada a los mecanismos de la corriente en chorro. Se produce cuando profundas vaguadas de la corriente en chorro provocan una penetración de aire frío de mayor latitud. La existencia de aire frío en altura genera una depresión de tipo dinámico.
Esta depresión normalmente desciende hasta una latitud de 35-40° y puede llegar a situarse sobre el Cabo San Vicente, Golfo de Cádiz, Estrecho de Gibraltar y Mar de Alborán. Tiene un efecto muy directo sobre Andalucía cuando está más al Sur. Más al Norte, canaliza aire atlántico hacia Andalucía.

#### Depresión delGolfo de Génova
Depresión también dinámica, es favorecida por condiciones térmicas. Esta depresión debe su origen al frente polar, sobre todo cuando éste adopta la variante de frente polar derivado.
Este frente polar derivado, tras recorrer en parte también la orografía de Francia y el norte de España, incrementa las condiciones de inestabilidad y cuando llega al mar Mediterráneo, con aguas más calientes y mecanismos de evaporación más intensos, incrementa la inestabilidad y genera esta depresión.
La depresión de Génova es más frecuente en el semestre frío, cuando el Mediterráneo se mantiene templado, es decir, entre octubre y abril. Es raro que se forme en verano, porque en esta época domina el Anticiclón de las Azores
Este ciclón puede afectar a la región andaluza cuando se desarrolla hacia el Sur directamente o indirectmente canalizando aire frío del continente europeo.

#### Depresión térmica continental ibérica
Depresión que se forma en verano por una anomalía térmica de la península. Ese recalentamiento se transmite a las capas bajas y provoca corrientes de convección intensas. Solo aparece de julio a septiembre y solo afecta a las capas bajas de la atmósfera. En las capas altas domina el Anticiclón de las Azores.
Es una depresión poco dinámica que coincide con buen tiempo. Solo puntualmente cuando las corrientes convectivas originadas por el calentamiento del suelo suelen alcanzar gran intensidad. Originan las típicas tormentas de verano de carácter poco duradero y de poca extensión superficial.

### Masas de aire que tienen influencia sobre Andalucía
Aproximadamente son 7 grandes masas las que pueden alcanzar Andalucía. Tienen origen muy distinto, y pueden provenir de regiones más cálidas o de regiones más frías.
Las dos masas de aire con mayor influencia son: la tropical marítima y la tropical continental.

#### Aire tropical marítimo
Masa de aire primitiva que se forma en la zona del anticiclón de las Azores. Se trata de una masa de aire cálida puesto que cuando se desplaza hacia Andalucía siempre estará más cálida que las regiones que encuentra. Es bastante húmeda por lo menos en la base. El aire en contacto con el mar favorece los mecanismos de evaporación. Es un aire muy estable, ya que tiene su origen en un anticiclón. Esta estabilidad se incrementa cuando esta masa de aire se desplaza hacia el norte, se va enfriando por su base no pudiendo haber movimiento ascendente. Se formará a mayor o menor latitud según la época del año y según donde se encuentre el anticiclón de las Azores.

#### Aire tropical continental
Se forma en el norte de África a los 30-35°, sobre todo en invierno, y se constituye en las cédulas de los anticiclones tropicales. Esta masa de aire es muy seca y cálida, por lo que sea de gran estabilidad. Sin embargo, puede formarse también en verano cuando el aire atlántico penetra en África y allí se caliente, se seca y adquiere nuevas características.
Tiene su acción mayor en verano y cuando esta masa de aire llega a Andalucía genera olar de calor, acompañado con vientos de polvo rojizo procedentes del desierto.
Luego el que más afecta es el aire polar marítimo, pero es una masa de aire derivada, después del aire polar marítimo se genera el aire polar marítimo de retorno, derivado del polar marítimo. El polar continental es aire primitivo. El aire mediterráneo es un aire derivado del tropical continental y del polar continental. Ártico marítimo y ártico continental. Polar marítimo y polar marítimo de retorno.

#### Aire polar continental
Es un aire que se forma sobre el continente europeo en invierno en la etapa de los grandes anticiclones continentales. Según Francisco Villegas, es una masa de aire primitiva, y según otros autores es una masa primitiva derivada del polar marítimo o ártico marítimo.
Este aire permanece mucho tiempo sobre el continente y esto le permite enfriarse, secarse haciéndose seco, estable y frío. A pesar de su sequedad puede provocar nieblas nocturnas. Este aire polar continental es dirigido por los anticiclones polares continentales hacia la península ibérica y Andalucía. Produce olas de frío intenso y está acompañado de gran estabilidad y carencia de precipitaciones.
El aire polar continental choca con el aire más cálido del Golfo de Cádiz, generando una actividad frontal que da lugar a fenómenos tormentosos.

#### Masa de aire mediterránea
También es derivada y puede tener un doble origen; tropical continental de África o polar continental de Europa. Cuando uno y otro llegan al Mediterráneo y se estancan durante un cierto tiempo en este mar adquieren nuevas características. Esta masa de aire transforma las características de las masas de las que proviene.
El Aire Tropical Continental se carga fuertemente de humedad. Procedente de Europa se suaviza con el frío y al llegar al Mediterráneo, un mar cálido, se carga de humedad generando un aire bastante inestable pero sus efectos se limitan al litoral mediterráneo de Andalucía generando precipitaciones torrenciales.

#### Aire ártico marítimo y continental
Provenientes del Océano Glaciar el primero, y de la banquise o grandes islas el segundo. Solo excepcionalmente llegan a alcanzar a Andalucía, y cuando llega es aire muy frío, estable y muy seco que produce olas de frío muy intensos. Se origina en el Atlántico Norte entre los 60° y 70° de latitud y es derivada que puede tener triple origen: aire ártico marítimo o puede proceder del aire polar continental de América del Norte.
Cualquiera que sea su origen, este aire se va calentando, al ir a latitudes menores cargándose de humedad, perdiendo estabilidad y cuando llega a Andalucía produce condiciones de humedad y frío no muy intenso.

#### Aire polar marítimo de retorno
El aire polar marítimo tiene origen en Groenlandia, dirigiéndose por el Atlántico hacia el Sur. Llega hasta el trópico y después gira al noroeste para alcanzar el Golfo de Cádiz y regresar al norte. Es una masa de aire muy inestable, que se carga de humedad y es capaz de producir grandes precipitaciones.

### Los frentes

#### Frente polar atlántico
Es un frente que se origina en las costas de América del Norte y que se desplaza en sentido O-E con distintas variaciones de dirección. Unas veces adopta la dirección O-E, otras veces suele adoptar la situación NO-SE, con menos frecuencia adopta la disposición NE-SE e incluso la disposición N-S. El frente polar es un frente que se forma entre el aire polar y tropical, que son masas de aire distintas que se encuentran al desplazarse. Otras veces también se puede formar por un choque entre el aire polar y el aire polar de retorno. El frente polar así descrito, es el que podemos denominar frente polar típico, pero a veces el frente polar puede penetrar sobre todo en invierno por las llanuras del sur de Francia aprovechando ese coll barométrico que queda entre los grandes anticiclones europeos del invierno y el alta europea que se sitúa en Europa también en invierno. Este frente polar derivado llega hasta el Mediterráneo y en contacto con este aire caliente se fortalece y puede afectar a todo el litoral mediterráneo español.
El frente polar se sitúa según las estaciones del año entre los 35° y los 65° En verano se sitúa más al norte y en invierno cuando el Anticiclón de las Azores se retira al sur alcanza las latitudes más bajas. En otoño y primavera el frente polar se puede situar bastante al Sur y puede llegar a alcanzar nuestra región, pero nunca lo hará durante el verano.

#### Frente mediterráneo
Es un frente que también suele formarse y alcanzar su máxima extensión desde el mes de octubre hasta abril. Se forma por el contacto del aire continental de la península y el aire del Mediterráneo. Alcanza su máximo enfriamiento a lo largo del invierno hasta que llega la primavera. El contacto entre el aire peninsular frío y el aire mediterráneo cálido produce el frente mediterráneo.
Este no suele producir precipitaciones importantes sobre la región andaluza. No obstante puede ser más activo cuando se ve fortalecido por la llegada del frente polar o cuando se asocia con una situación de altura de gota fría.

#### Frente de los alisios
Es un frente que suele situarse entre la región de Mauritania y el estrecho de Gibraltar cuando el Anticiclón de las Azores se sitúa en estas latitudes sobre el Atlántico y sobre África se sitúa un anticiclón continental. Estas masas de aire se encuentran al seguir la ley de Guys-Ballot.
Este frente significa el enfrentamiento de dos masas de aire distintas frío y cálido del Atlántico y frío y seco del continente.

#### Frente ártico
Pueden llegar frentes del frente ártico procedentes de las regiones polares con aire continental o marítimo. Este frente normalmente está situado muy al norte de la región mediterránea, por lo que es muy difícil que llegue a Andalucía; pero cuando el Ciclón de Islandia se sitúa en el Atlántico Occidental por encima de la península si puede afectar a Andalucía. Cuando este llega a Andalucía provoca temporales de tiempo muy frío y con importantes precipitaciones de nieve.

### Circulación en altura
La circulación en altura crea una serie de situaciones con una fuerte influencia de lo que ocurre en superficie. Es frecuente que se dé una coincidencia entre la situación en altura y en superficie, pero cuando existe una discordancia en altura y en superficie el tiempo está más ligado a la situación en altura. Ej: en verano la península está dominada por el Anticiclón de las Azores, que puede generar un ciclón (baja ibérica) pero no produce precipitaciones ya que se impone la situación en altura. Las lluvias son esporádicas, muy localizadas y de corta duración.
Por lo tanto las condiciones en altura son muy importantes para determinar el tipo de tiempo que se da en Andalucía. En altura los vientos son siempre del oeste porque el aire que sube de la zona cálida en el Ecuador tiende a desplazarse sobre el Polo y se crea un vacío en altura. Este vacío genera unos vientos que son afectados por la Ley de Coriolis, por lo que se convierte en vientos del oeste en cualquier latitud. La tropopausa aparece en el Ecuador entre 15-18 km, en el Trópico entre 10-12 km. Y en la zona Polar entre 6-7 km.
En estos saltos se forman unos vientos del oeste pero al tener el gradiente un salto brusco son unos vientos muy fuertes que forman las corrientes en chorro, que fueron descubiertas en la II Guerra Mundial.
Hay dos corrientes en chorro, la subtropical y la polar. Estas se manifiestan en las capas altas de la troposfera de manera que influyen en las capas de presión de los 500 hPa, 300 y los 200, que suele coincidir con el final de la troposfera (tropopausa).
La corriente en chorro polar suele situarse al norte de Andalucía y consecuentemente no suele afectar a la región andaluza. Cuando estos tienen una circulación lenta describiendo grandes ondulaciones al Norte y al Sur es cuando la corriente en chorro polar puede situarse sobre la región andaluza.
La corriente en chorro subtropical suele situarse al sur de Andalucía, pero en verano la corriente en chorro subtropical puede dominar plenamente Andalucía generando una situación anticiclónica ligada al dominio del Anticiclón tropical de las Azores. La corriente en chorro subtropical cuando domina Andalucía siempre genera una situación de tipo anticiclónico, es decir, altas presiones, estabilidad y buen tiempo.
La corriente en chorro polar es la que produce situaciones más diversas sobre Andalucía. Esta puede presentar distintos modelos de circulación:
- Puede ser rápida cuando la velocidad del viento supera los 150 km/h llegando hasta velocidades de 200 o 300 km/h. Cuando la circulación es rápida la corriente mantiene su dirección E-O llamándose circulación zonal.
- Cuando la velocidad es intermedia (entre 80 y 150 km/h) tiende a perder esa disposición zonal y suele tender a formar ondulaciones todavía pequeñas.
- Cuando la velocidad se reduce a menos de 80 km/h se producen fuertes ondulaciones de la circulación zonal. En estas condiciones pueden dibujar figuras distintas, reflejadas en los mapas en alturas por encima de los 500 hPa. Básicamente se pueden diferenciar dos tipos de figuras diferentes:

#### Situación en omega
Esta es una situación que va a tener su repercusión en superficie. El aire genera un torbellino en las dorsales y en las vaguadas. En la dorsal suele girar en el sentido de las agujas del reloj, por lo que corresponde a un Anticiclón. Un torbellino de las vaguadas gira en sentido contrario a las agujas del reloj, es decir, formando columnas ciclónicas.
Dorsal: penetra aire más cálido que se sitúa por encima del aire frío por lo que se genera una situación de estabilidad.
Vaguada: penetra aire más frío sobre el cálido; el frío tiende a bajar generándose un movimiento descendente generando una corriente ciclónica de origen dinámico.

#### Situación en rombo
Cuando la corriente desciende mucho la velocidad llega a descomponerse en dos corrientes distintas. Un ramal cambia la dirección O-E por una dirección SO-NE y después gira formando un meandro para tomar la dirección NE-SO. La otra corriente hace lo contrario, de forma que ambas corrientes tienden a juntarse.
Si la corriente en chorro aumenta bruscamente su velocidad puede cortar y tomar una situación más rectilínea dejando un meandro abandonado, que es un embolsamiento de aire frío en altura que comienza a desplazarse de una forma errática hacia el sur, provocando lluvias muy intensas y concentradas en el tiempo. Ej: en Albuñol en 1973 cayeron 600 mm (320 entre las 11-12 horas y 280 mm entre las 16-17 horas), teniendo esta zona una precipitación media anual de 200 mm.
Tipos de tiempo que genera:
Pantanos barométricos: no hay una situación predominante ni ciclónica ni anticiclónica.
1. Ciclónica
2. Anticiclónica

Ambas pueden presentar distintas variantes dependiendo de la dirección del viento. Pueden ser del N, S, E, O, SE, NE, etc. Estas direcciones pueden ser de tres tipos:
- Direccionales: el viento lleva una misma dirección desde hace mucho tiempo. Se representan con una letra mayúscula.
- Subdireccionales: el viento ha cambiado su dirección recientemente. Se representan con una letra minúscula.
- Adireccionales: cuando en Andalucía se sitúa un ciclón o un anticiclón, por lo que el viento no tiene una dirección clara. No se representa con ninguna letra, pero se emplea la “c” para señalar que el flujo lento de viento es continental y se emplea la “m” para indicar que el flujo de viento es de origen marítimo.

Así por ejemplo un tipo de tiempo “AN” sería anticiclónico direccional del norte; o un tipo de tiempo “Cs” sería un ciclónico subdireccional del sur.
En un tipo de tiempo partimos de las situaciones barométricas tanto de superficie como de altura. La presión normal a nivel del mar es de 1013 hPa, cuando está por debajo podemos hablar de una situación ciclónica y cuando está por encima de una situación anticiclónica. Siempre vamos a disponer de un par de mapas: en superficie y en altura (que algunas veces será el de 500 hPa y en otras el mapa de altura va a corresponder a la superficie de los 300 hPa. La superficie de 500 hPa representa una presión normal cuando la altura es de 5600 m s. n. m. Cuando la superficie de 500 hPa está por debajo de esa altura hay una presión por debajo de lo normal. La topografía de los 300 hPa tiene presión normal a los 9250 m s. n. m., si aparece más baja es que la presión está por debajo de lo normal. Para la representación, en superficie se utilizan las líneas isobaras y en altura las líneas isohipsas.
Para definir un tipo de tiempo ciclónico nos tenemos que fijar en una serie de variables: tendremos una situación ciclónica en superficie cuando la presión en superficie esté por debajo de los 1013 hPa. Para que se dé una situación ciclónica es necesario que la superficie de 300 hPa esté por debajo de 9250 m, o que la de 500 hPa esté por debajo de 5600 m s. n. m. Hay otros rasgos que nos ayudan a definir los tipos ciclónicos. Cuando la corriente en chorro aparece en la latitud de Andalucía con una dirección N-S se tenderá a un tipo de tiempo ciclónico. También suele presentar como rasgo de tipo de tiempo ciclónico cuando sobre Andalucía se presenta una baguada, ya que sobre esta se presenta una situación ciclónica. También cuando Andalucía estando al sur de la corriente en chorro se haya desprendido una masa de aire frío y se desplace sobre Andalucía. Otra característica que nos define los tipos de tiempo ciclónicos es la existencia en altura sobre Andalucía de temperaturas inferiores a lo normal. Cuando la corriente en chorro se sitúa sobre Andalucía en una situación en rombo y Andalucía queda en la zona de bifurcación. Tanto en superficie como en altura nos indicará que estamos en un tipo de tiempo ciclónico cuando el movimiento del viento se produzca en una rotación en sentido contrario a las agujas del reloj.
Para definir un tipo de tiempo anticiclónico nos tenemos que fijar en una serie de variables:
1. Superficie:
- Cuando las líneas isobaras que dominan Andalucía están por encima de los 1013 hPa
- Cuando los vientos presentan un giro en el sentido de las agujas del reloj.

Estos deben coincidir con los rasgos en altura.
2. Altura:
- La topografía de los 300 hPa se presenta por encima de los 9250 m o cuando la superficie de los 500 hPa se presenta por encima de los 5600 m s. n. m.
- También nos lo indicará cuando Andalucía quede dominada por una dorsal.
- Cuando Andalucía quede situada por debajo de una corriente en chorro en forma de rombo donde se reúnen los dos ramales de nuevo.
- Cuando en altura aparecen unas temperaturas superiores a las que podríamos considerar normalmente en esa altura.

Lo primero para estudiar un tipo de tiempo a través de un par de mapas es analizar la situación de superficie. Los segundo es hacer lo mismo con el mapa de altura; que rasgos del mapa nos indican una situación ciclónica o anticiclónica. En tercer lugar en necesario ver si existe concordancia o discordancia entre lo que existe en altura o en superficie. Si es lo mismo no hay problema, pero si hay discordancia el tipo de tiempo predominante es el de altura; aunque se pueden producir hechos que rompan la situación en altura como por ejemplo las tormentas de verano por el recalentamiento del aire en superficie.

## Elementos del clima de Andalucía

### Temperatura
Las temperaturas más elevadas se dan en Écija, Sevilla con una media anual de 28,5°, obteniendo récords en máximas y en máximas continuas permanentes. [cita requerida]

## Tipos climáticos en Andalucía

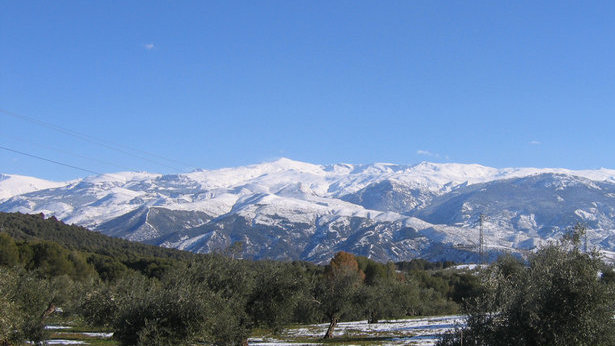
Sierra Nevada.

### Clima mediterráneo oceánico de la costa atlántica
Recoge las zonas de la Costa Atlántica Andaluza, desde Huelva hasta Gibraltar.
El Océano Atlántico suaviza las temperaturas durante el curso del año, creando noches menos frías y días más templados. Una de sus características más notables es la gran humedad del ambiente.
Las precipitaciones no son muy abundantes, oscilan entre los 500 y los 700 litros al año, exceptuando algunas zonas de Cádiz como la Sierra de Grazalema que recoge 2140 litros anuales siendo uno de los puntos más lluviosos de España incluso por encima de otras regiones del Norte como Asturias o Cantabria pero por debajo de zonas de Galicia o Euskadi. 

### Clima mediterráneo subtropical
Recoge las zonas costeras mediterráneas andaluzas, desde Adra en Almería hasta Tarifa en Cádiz.
El Mar Mediterráneo y las corrientes del Océano Atlántico son la causa de las suaves temperaturas, que suelen oscilar entre los 12-14 °C de media en invierno, lo que junto a la ausencia de heladas justifica la denominaciones de Costa del Sol y Costa Granadina en las costas del sur de Andalucía, y explica también la reciente aclimatación de cultivos subtropicales como los mangos, aguacates, chirimoyas, etc. La temperatura media anual en la costa sur andaluza oscila entre 18 y 20 °C, siendo las más cálidas de España.
Las precipitaciones son variables y relativamente abundantes, oscilan entre los 400 y los 800 litros anuales y disminuyen a medida que avanzamos hacia el este.

### Clima mediterráneo subdesértico
Se extiende por el litoral Almeriense. Como su nombre indica la característica principal es la escasez de precipitaciones, siempre inferiores a los 300 litros anuales, hay zonas que no pasan de los 200 litros anuales. El máximo pluviométrico se produce en otoño en forma de violentos y torrenciales aguaceros, que la deforestación de la zona convierte en rápidas y peligrosas riadas. La temperatura media anual es la más alta de Andalucía y la península, con una media anual de 21°, el invierno es muy templado 12° y el verano muy cálido 26°. La insolación anual es muy grande mientras que las heladas son muy escasas.

### Clima mediterráneo sub-continental de inviernos fríos
Se extiende por las altiplanicies de Andalucía oriental y el surco intrabético. La considerable distancia respecto al Atlántico hace que las precipitaciones escaseen (entre los 300-600 litros anuales) con máximos en primavera y en otoño. Por otra parte la elevada altitud media de esta zona hace que su temperatura anual esté situada entre los 13°-15° con inviernos muy largos y fríos (6° de media) y fuertes heladas, y veranos prolongados y cálidos con media de 25°. En toda esta área las estaciones intermedias suelen acortarse.

### Clima mediterráneo sub-continental de veranos cálidos
Ocupa el valle del guadalquivir|valle bajo y medio del guadalquivir hasta el límite con la provincia de Jaén (parte de Huelva, Cádiz, Sevilla, Málaga y Córdoba) Destaca por:
- Precipitaciones que oscilan entre los 500 y los 700 litros anuales con máximos en primavera y otoño.
- La continentalidad de esta zona da lugar a una temperatura media anual elevada(17° y 18°), con inviernos frescos con una media de 9° sin heladas.
- Tiene el verano más cálido de toda España. al superarse en julio y agosto los 40°.

### Clima de montaña
Se da principalmente en Sierra Nevada y sus alrededores, siempre en altitudes superiores a los 2000 metros. En esta zona los inviernos son muy largos y muy fríos; la mayoría de las precipitaciones se dan en forma de nieve, cubriendo el suelo desde octubre hasta abril dependiendo del año estas fechas se pueden alargar o disminuir. Por el contrario los veranos son muy cortos y poco calurosos.